# Wereldkampioenschappen schermen 1969
De 22ste wereldkampioenschappen schermen werden gehouden in Havana, Cuba van 30 september tot 12 oktober 1969. De organisatie lag in de handen van de FIE.

## Medailles

### Mannen
| Onderdeel   | Goud                                                                              | Goud           | Zilver                                                                           | Zilver      | Brons                                                                    | Brons     |
| ----------- | --------------------------------------------------------------------------------- | -------------- | -------------------------------------------------------------------------------- | ----------- | ------------------------------------------------------------------------ | --------- |
| Degen       |                                                                                   |                |                                                                                  |             |                                                                          |           |
| Individueel | Bogdan Andrzejewski                                                               | Polen          | Akeksej Nikantsjikov                                                             | Sovjet-Unie | Carl von Essen                                                           | Zweden    |
| Ploegen     | Aleksey Nikanchikov Georgi Zatsjitski Sergej Paramonov Igor Valetov Grigori Kriss | Sovjet-Unie    | Csaba Fenyvesi Győző Kulcsár Zoltán Nemere Pál Schmitt Pál Nagy                  | Hongarije   | Lars-Erik Larsson Rolf Edling Carl von Essen Hans Jacobson Orvar Jönsson | Zweden    |
| Floret      |                                                                                   |                |                                                                                  |             |                                                                          |           |
| Individueel | Friedrich Wessel                                                                  | West-Duitsland | Vasili Stankovitsj                                                               | Sovjet-Unie | Ryszard Parulski                                                         | Polen     |
| Ploegen     | Vasili Stankovitsj Leonid Romanov Joeri Sjarov Viktor Poetjatin German Svesjnikov | Sovjet-Unie    | Witold Woyda Marek Dąbrowski Jerzy Kaczmarek Lech Koziejowski Ryszard Parulski   | Polen       | Ion Drîmbă Mihai Țiu Ştefan Haukler Iuliu Falb Ștefan Ardeleanu          | Roemenië  |
| Sabel       |                                                                                   |                |                                                                                  |             |                                                                          |           |
| Individueel | Viktor Sidjak                                                                     | Sovjet-Unie    | Janos Kalmar                                                                     | Hongarije   | Péter Bakonyi                                                            | Hongarije |
| Ploegen     | Mark Rakita Viktor Sidjak Edoeard Vinokoerov Vladimir Naslimov Oemjar Mavlichanov | Sovjet-Unie    | Jerzy Pawłowski Józef Nowara Zygmunt Kawecki Krzysztof Grzegorek Janusz Majewski | Polen       | Péter Bakonyi János Kalmár Attila Kovács Miklós Meszéna Tamás Kovács     | Hongarije |

### Vrouwen
| Onderdeel   | Goud                                                            | Goud        | Zilver                                                                                              | Zilver      | Brons                                                       | Brons       |
| ----------- | --------------------------------------------------------------- | ----------- | --------------------------------------------------------------------------------------------------- | ----------- | ----------------------------------------------------------- | ----------- |
| Floret      |                                                                 |             | |             |                                                             |             |
| Individueel | Jelena Novikova                                                 | Sovjet-Unie | Ileana Gyulai                                                                                       | Roemenië    | Svetlana Tsjirkova                                          | Sovjet-Unie |
| Ploegen     | Ileana Gyulai Olga Orbán Maria Vicol Ana Pascu Suzana Ardeleanu | Roemenië    | Galina Gorochova Jelena Novikova Aleksandra Zabelina Svetlana Tsjirkova Tatjana Petrenko-Samoesenko | Sovjet-Unie | Ildikó Rejtő Maria Szolnoki Katalin Kollanyi Agnes Simonffy | Hongarije   |

## Medaillespiegel
| Plaats | Land           | Goud | Zilver | Brons | Totaal |
| 1      | Sovjet-Unie    | 5    | 3      | 1     | 9      |
| 2      | Polen          | 1    | 2      | 1     | 4      |
| 3      | Roemenië       | 1    | 1      | 1     | 3      |
| 4      | West-Duitsland | 1    | 0      | 0     | 1      |
| 5      | Hongarije      | 0    | 2      | 3     | 5      |
| 6      | Zweden         | 0    | 0      | 2     | 2      |
| Totaal | Totaal         | 8    | 8      | 8     | 24     |

1937 · 1938 · 1947 · 1948 · 1949 · 1950 · 1951 · 1952 · 1953 · 1954 · 1955 · 1956 · 1957 · 1958 · 1959 · 1961 · 1962 · 1963 · 1965 · 1966 · 1967 · 1969 · 1970 · 1971 · 1973 · 1974 · 1975 · 1977 · 1978 · 1979 · 1981 · 1982 · 1983 · 1985 · 1986 · 1987 · 1988 · 1989 · 1990 · 1991 · 1992 · 1993 · 1994 · 1995 · 1997 · 1998 · 1999 · 2000 · 2001 · 2002 · 2003 · 2004 · 2005 · 2006 · 2007 · 2008 · 2009 · 2010 · 2011 · 2012 · 2013 · 2014 · 2015 · 2016 · 2017 · 2018 · 2019 · 2022 · 2023